# 託麻郡
- 令制国一覧 > 西海道 > 肥後国 > 託麻郡
- 日本 > 九州地方 > 熊本県 > 託麻郡

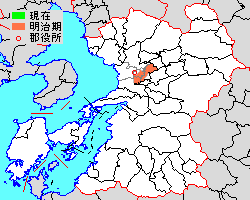
熊本県託麻郡の位置

託麻郡（たくまぐん）は、熊本県（肥後国）にあった郡。

## 郡域
1879年（明治12年）に行政区画として発足した当時の郡域は、下記の区域にあたる。
- 熊本市
  - 中央区の一部（概ね白川以南）
  - 東区の大部分（概ね秋津町秋田・秋津町沼山津・秋津・沼山津・東野・秋津新町・昭和町・花立・桜木である。御領・石原・石原町・吉原町・弓削町を除く）
  - 南区の一部（概ね近見、近見町、日吉、南高江、元三町より北東）

尚、詳らかにすることはできないが古代に現在の上益城郡嘉島町に相当する区域は本郡に属していた。

## 歴史

### 近世以降の沿革
- 明治初年時点では全域が肥後熊本藩領であった。「旧高旧領取調帳」に記載されている明治初年時点での村は以下の通り。（60村）

本山村、世安村、十禅寺村、平田村、上近見村、中近見村、下近見村、高江村、平野村、方指崎村、西村、西牟田村、本庄村、春竹村、別所村、八王寺村、前牟田村、上長溝村、中長溝村、下長溝村、今村、九品寺村、本村、大江村、渡鹿村、新南部村、下南部村、上南部村、長嶺村、小山村、中江村、戸島村、鹿帰瀬村、田迎村、出仲間村、八反田村、笛田村、上笛田村、四才町村、良間村、小原村、下木部村、中木部村、上木部村、田井島村、重富村、所島村、下無田村、上無田村、下江津村、江津村、竹宮本村、竹宮下村、竹宮西外村、竹宮東外村、竹宮外村、竹宮新外村、神水村、国府村、保田窪村
- 明治4年7月14日（1871年8月29日） - 廃藩置県により熊本県（第1次）の管轄となる。
- 明治5年6月14日（1872年7月19日） - 白川県の管轄となる。
- 明治7年（1874年） - 以下の各村の統合が行われる。（46村）
  - 近見村 ← 上近見村、中近見村、下近見村
  - 元三村 ← 平野村、方指崎村、西村
  - 長溝村 ← 前牟田村、上長溝村、中長溝村、下長溝村
  - 良町村 ← 四才町村、良間村
  - 木部村 ← 小原村、下木部村、中木部村、上木部村
  - 別所村が春竹村に、八反田村が出仲間村に、上笛田村が笛田村にそれぞれ合併。
- 明治8年（1875年）12月10日 - 熊本県（第2次）の管轄となる。
- 明治9年（1876年） - 竹宮本村・竹宮下村・竹宮西外村・竹宮東外村・竹宮外村・竹宮新外村が合併して健軍村となる。（41村）
- 明治12年（1879年）1月20日 - 郡区町村編制法の熊本県での施行により、行政区画としての託麻郡と熊本区が発足。「飽田託麻郡役所」が飽田郡横手村に設置され、同郡とともに管轄。また本郡に所属していた熊本城下の迎町、新屋敷町が、飽田郡に所属する白川以北の熊本城下と共に熊本区所属となり、本郡を離脱。
- 明治13年（1880年） - 合志郡小山御領村・石原村・吉原村・弓削村の所属郡が本郡に変更。（45村）

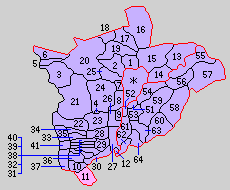
51.本庄村 52.本山村 53.春竹村 54.大江村 55.供合村 56.広畑村 57.小山戸島村 58.健軍村 59.出水村 60.画図村 61.日吉村 62.元三村 63.田迎村 64.部田村（紫：熊本市 1 - 41は飽田郡）

- 明治22年（1889年）4月1日 - 町村制の施行により、以下の各村が発足。全域が現・熊本市。（14村）
  - 本庄村、本山村（それぞれ単独村制）
  - 春竹村 ← 春竹村、八王寺村
  - 大江村 ← 九品寺村、本村、大江村、渡鹿村
  - 供合村 ← 新南部村、下南部村、上南部村、吉原村、石原村、中江村、弓削村、鹿帰瀬村、小山村［一部］
  - 広畑村 ← 保田窪村、長嶺村、小山御領村
  - 小山戸島村 ← 小山村［大部分］、戸島村
  - 健軍村 ← 健軍村、神水村
  - 出水村 ← 今村、長溝村、国府村
  - 画図村 ← 江津村、下江津村、所島村、重富村、上無田村、下無田村
  - 日吉村 ← 世安村、十禅寺村、平田村、高江村、近見村
  - 元三村 ← 元三村、飽田郡野田村
  - 田迎村 ← 田井島村、田迎村、出仲間村、良町村
  - 部田村 ← 笛田村、木部村、西牟田村
- 明治29年（1896年）4月1日 - 郡制の施行のため、「飽田託麻郡役所」の管轄区域をもって飽託郡が発足。同日託麻郡廃止。

## 行政
飽田・託麻郡長
| 代 | 氏名 | 就任年月日                | 退任年月日                | 備考                           |
| -- | ---- | ------------------------- | ------------------------- | ------------------------------ |
| 1  |      | 明治12年（1879年）1月20日 |                           |                                |
|    |      |                           | 明治29年（1896年）3月31日 | 飽田郡との合併により託麻郡廃止 |